# Aum

Dévanágari írással: Aum

Az aum vagy másképp óm (szanszkrit: ॐ IAST: Oṃ) egy szent hang és spirituális szimbólum, amelyet az indiai vallásokban, a hinduizmusban, a buddhizmusban és a dzsainizmusban használnak.
Három hangból tevődik össze, ezek az „A”, „U”, és „M” (ओ ३ म्). Noha három szótagból áll, mégis minden dolgot tartalmaz – ezzel fejezi ki a világ hármasságát, plusz a három egységéből összeálló teljességet. A három hang sok tételt jelöl, de valószínűleg a legfontosabb a világmindenség hármas aspektusa, a test-lélek-szellem egysége. Az „A” jelképezi a durva anyagi világot (az ébrenlét állapota), az „U” az asztrálsíkot (az álom állapota), az „M” pedig az elmén túljutott állapotot szimbolizálja, tudati szintje a mélyalvás. A teljes szimbólum ezek együttesét szimbolizálja.

## Hinduizmus
Pranavának (प्रणव) nevezik, és a legfontosabb hindu szimbólum – a hinduizmus emblémája. A hinduizmus hagyományában az „Aum” a legfontosabb alap- vagy gyökérmantra, ezért sok mantra (recitáció), ima és rituálé elején mondják. Brahman szimbóluma és a legfőbb mantra.
A hindu hagyomány ismertetése szerint az „Aum” az univerzum teremtésekor elhangzott szent teremtő mag-szó (bija); a teremtés igéje, egy ősrezgés, mely eredetét tekintve öröktől való és az „Abszolút Igazságot” és a „Legfelső Isteni Teremtőerőt” képviseli. A hinduizmus szerint e szent szótag az úgynevezett védánta és a hindu filozófia szóban kifejezhető esszenciája.
Az Aum jelképez mindenfajta hármas egységet, például: 
- Brahma, Visnu, Siva;
- múlt, jelen, jövő;
- születés, élet, halál;
- test, elme, lélek (test, szellem, lélek);
- lét, nem-lét, megnyilvánulás,

és így tovább.
Az aum a hinduizmusban nagyon fontos. Hangosan kell zengeni, vagy átéléssel és belső odaadással kell mentálisan ismételgetni. Meditálni kell rajta. Gyakorlói szerint kiejtése az elmét nyugodttá és egyhegyűvé teszi, kifejlesztve azokat a spirituális tulajdonságokat, amelyek biztosítják az önmegvalósítást.

## Ezoterika
Az úgynevezett „ajna csakra” vagy harmadik szem mantrája is. Nagy népszerűségnek örvend a meditálók körében, mivel – a hagyomány szerint – ismételgetése lenyugtatja az elmét, a testet energiával (pránával) tölti fel, segít kiszakadni az érzékek világából, és erősíti az elmélyülést. Ezen a módon, a megfelelő légzésirányítással (pránájáma) és az „Om hang” használatával különböző transzállapotok érhetőek el.
Mint egyetemes szimbólum[forrás?], vizuális formában is létezik. Hasonlóan a kereszt szimbólumhoz[forrás?], a tanítások szerint, viselőjének védelmet ad a negatív hatások ellen, segíti a lélek harmóniájának megtartását, valamint védelmező mágikus szimbólum.

## A populáris kultúrában
George Harrison a szimbólumot használja albumborítóiban.  Thirty Three & 1/ॐ (Harminchárom  & 1/ॐ).